# 残酷天使的行动纲领
殘酷天使的行動綱領（日语：／ Zankoku na Tenshi no Tēze）是日本动画《新世纪福音战士》（以下簡稱《EVA》）的片頭曲，由佐藤英敏作曲、大森俊之編曲、及川眠子作詞、日本歌手高桥洋子演唱。該曲為一首節奏輕快的J-Pop曲，並以「母親」為主題。CD單曲於1995年10月25日由國王唱片發售，各版本總銷量突破百萬，是少数達此成就的動畫歌曲之一。
該曲獲得正面的評價，評論家稱讚其振奮人心且琅琅上口。除了被認定為御宅族圈最知名的動畫歌曲之一，該曲在流行文化中也佔有一席之地，是日本卡拉OK長年的熱門點播歌，并且被大量歌手翻唱。2011年，該曲獲日本音樂著作權協會認證為年度版稅收入最高的歌曲，除了唱片以外，數位販售、彈珠機和卡拉OK也是重要的收入来源。
殘酷天使的行動綱領也收錄在《EVA》動畫專輯、高橋的其他唱片和合輯當中，包含各式各樣的版本。其中作為唱片主打歌發行的版本包含「2009VERSION」和「MATSURI SPIRIT」（2019年），散見於高橋專輯的版本則有「Version '96」、「HARMONIA Version」（1997年）、「2015VERSION」和「2017VERSION」。

## 背景

### 發展與作曲
《EVA》製作期間，監督庵野秀明提議採用一首現成的古典樂曲作為動畫片頭曲（也就是主題曲）。一開始庵野選擇的是歌劇《伊戈尔王子》第二幕的波洛维茨人之舞，不過負責播出的東京電視台打了回票，認為由這樣的古典作品來當動畫開頭會讓人難以理解。GAINAX工作室隨後找上佐藤英敏和大森俊之，請他們代替負責動畫配樂的鷺巢詩郎，寫一首沒有發表過的新曲。負責製作該曲的是國王唱片，庵野在同国王唱片的代表大月俊伦喝酒时談好了国王唱片和GAINAX之间的合作，由大月擔任單曲的製作人。大月也參與了該曲的編曲工作，不過沒有掛名。大月的目標是一首快節奏且令人琅琅上口的歌曲，在作曲階段他也追蹤並指導其餘成員。歌曲的伴奏以C小調演奏。
該曲的創作是先作曲再作詞，和所有的《EVA》用曲相同。大森將曲子完成到一定程度，就會請負責演唱的高橋洋子用「啦啦啦」把旋律唱一遍，錄成臨時音軌。音軌會交給負責作詞的及川眠子。TV版最後一話在世界中心呼喊愛的怪獸中，鷺巢將殘酷天使的行動綱領的伴奏和旋律重新編排成兩首器樂曲，分別命名為Good, or Don't Be和The Heady Feeling of Freedom，使用的樂器包含钢琴、電鋼琴、原聲吉他、小提琴和大提琴。

### 作詞
據及川所說，她執筆歌詞的理由就只是因為經紀人把這份工作丟給她。大月指示她寫些「哲學性質」的東西，並且請她把歌詞寫得很難。在開始寫歌詞前，及川隨意地進行了30分鐘左右的會談，將企畫書快速地看個大概，並把當時已經製作好的頭兩集用快轉看完。觀看完這些素材後，及川想出「14歳的少年少女」、「母親」和「年紀比較大的女人」三個關鍵字，只用了兩個小時就把歌詞完成。
及川心目中有一個女人的形象，這個女人不希望她的兒子長大成人。及川寫下的歌詞含義曖昧不明，並運用了大量修辞手法。歌詞以女人的聲音揭開序幕，女人不斷勸告少年要像殘酷的天使一樣，並呼喊著「成為神話吧」來鼓勵他。因為看見少年眼中對未來的恐懼，女人告訴他：
總有一天會察覺到吧，就是背上那為了飛向遙遠未來而揚起的羽翼。——vv. 8-9
女人一直以來照顧著少年，但因為知悉命運即將降臨在他身上，所以在美夢將醒前提醒他，並期許他能綻放光芒：
一直沈睡在我的愛的搖籃裡，只有你一人被夢之使者喚醒的早晨即將來臨。（……）請緊抱你生命的形體，在夢醒的那一剎那。（……）擁抱這宇宙閃耀著，少年，成為神話吧！——vv.16-17, 24-25, 35-36
對於歌名，及川當時看到萩尾望都的漫畫《殘酷神明的支配》，得到靈感並決定挪用其書名，並將日文中用於稱呼基督教和猶太教中的神之使者「Angel」的「／ tenshi」一詞置換進去。及川也引用了哲學術語中的德文詞彙「these」，字面意思是「論題」。除了「天使」以外，歌曲中的另一個宗教引用出現在歌詞「我就是為了讓你知曉自由的那本聖經」。殘酷天使的行動綱領間奏的四句歌詞語意不詳，根據雜誌《Newtype》1996年1月號所刊內容，歌詞分別是「（fariia）」、「（seta/sepa messo）」、「（fariia）」和「（tusue）」。
原本及川想用「成為兇器吧（ kyōki ni nare）」作為整首歌的最後一句歌詞，而兇器在日文中和「瘋狂（ kyōki）」同音，所以這句歌詞也可譯為「變得瘋狂吧」。這個主意被攔了下來，東京電視台建議改成「成為神話吧」。最後一句的「成為神話吧」使用的是日文的命令形，貫徹這首歌的內容是成年人在對少年說話的概念。

### 演唱
高橋原本是被叫來演唱片尾曲FLY ME TO THE MOON的一群人之一，她當時隸屬於Kitty film，不確定能不能幫國王唱片唱歌，所以詢問大月，大月要她也唱一下片頭曲，結果她就獲選成為片頭曲的演唱者。高橋直到實際錄製時都還沒看過動畫，也不知道任何動畫的相關資訊，在動畫播出之後才有看。高橋首先收到的是一盤沒有歌詞的Demo磁帶和一份樂譜。聽完之後，高橋發現這首曲子的音調跨度很廣，變動頻率很高，比起配詞用唱的，倒不如用樂器演奏適合一點，所以第一印象是覺得很困難。她也覺得歌曲的節奏快到她不知道要在何時換氣。
高橋直到錄音的前幾天才收到歌詞和樂譜，初聞歌詞中有、時，對「天使」和「殘酷」的搭配感到驚訝，但實際唱出來卻發覺和旋律相當合得來。高橋首次演唱的時候是二十多歲，可是製作組希望她能用十幾歲的聲線。高橋心想怎麼會這樣，不過後來想說身為录音乐师，發出各種聲線也是工作的一環，所以還是在錄音時盡力而為。錄音當天歌詞有所變動。在原本的構想中會有男聲合唱團的伴奏，不過庵野將之取消，以求強調「母親」的概念。

## 發行
1995年10月25日，殘酷天使的行動綱領以單曲形式發行，B面是高橋的另一首歌月之迷宮。同日也發行了另一種版本，是和CLAIRE演唱的《EVA》片尾曲FLY ME TO THE MOON一起。殘酷天使的行動綱領也收錄在《EVA》的原聲帶中，最早是1995年11月22日發售的《NEON GENESIS EVANGELION》，版本為「Director's Edit. Version」，隨後在1996年2月16日發售的《NEON GENESIS EVANGELION II》收錄有該曲的「TV Size」版，亦即用作片頭曲播出的較短版本。接下來的許多張《EVA》相關專輯亦收錄有殘酷天使的行動綱領，詳細列表參見#《EVA》專輯。殘酷天使的行動綱領也收錄在數張《EVA》以外的合輯當中，詳細列表參見#合輯。
殘酷天使的行動綱領也收錄在高橋的其他多張專輯裡，詳細列表參見#高橋洋子專輯。不過收錄在其他高橋專輯中的是另外製作的版本，原因在於原曲的著作權歸國王唱片所有，高橋的唱片公司是不同家，如果高橋要出專輯的話得另外編曲。高橋稱，這和別的歌手進行翻唱沒兩樣，必須先自問打算要怎麼樣的編曲，而問題的結果基本上會反映編曲者的特色，而她也會就現況來考慮如何改編。1996年錄製的「Version '96」於高橋精選輯《BEST PIECES》中首度收錄。1997年的《EVA》專輯《〜refrain〜 The songs were inspired by "EVANGELION"》中收錄有名為「Ambivalence Mix」的混音版本和名為「Epilogue de these」的器樂版本，前者維持原班底，後者由東尼·奧利（Tony Orly）操刀。1997年發售的原創專輯《Li-La》收錄由福岡裕編曲的新版本，取名為「HARMONIA Version」，有強烈的Techno和氣氛音樂風格。高橋也和福岡合作製作了另一個混音版本「REMIX FOR PEACE」，收錄在1999年的精選輯《BEST PIECES II》中。
2005年，為了慶祝《EVA》播出十週年而推出新版本「10th Anniversary Edition」，依舊由高橋演唱，比原版多出47秒，收錄在《EVA》專輯《NEON GENESIS EVANGELION DECADE》當中，由中越道夫負責錄製和混音。2009年，高橋和原編曲者大森一起錄製了新版本的殘酷天使的行動綱領和FLY ME TO THE MOON，取名為「2009 VERSION」，收錄在單曲《殘酷天使的行動綱領 2009VERSION》當中，作為《EVA》授權彈珠機《CR新世紀福音戰士〜最後的使者〜》的形象歌曲。高橋受訪時稱，因為這個版本是給彈珠機用的，造成在人多吵雜之處播放的機會變大，為了即使在這種環境也能讓人聽見，他們在這個版本中加入了警告音。
2015年，高橋推出翻唱輯《20th century Boys & Girls II 〜20世紀少年少女2〜》，翻唱為了「20世紀的少年少女」所選的歌，其中也包含為殘酷天使的行動綱領和魂之輪迴。高橋錄製了新的版本「2015 VERSION」，由笹路正德編曲，全曲只有笹路彈奏西班牙風格的原聲吉他提供伴奏。高橋表示，已經有很多人翻唱過這兩首歌，雖然像是在賭氣，但只要任何形式的翻唱專輯還在出，她就會繼續唱下去。她認為她已經做過很多種編曲，所以就在這個版本中追求化繁為簡：「（這個版本）不包含和聲，大部分都是一次錄完，所以我覺得除了簡單之外，還有一種現場表演的感覺。」2017年發行的精選輯《YOKO SINGS FOREVER》收錄該年錄製的新版本「2017 VERSION」，採用一次錄完的Live錄音，鋼琴伴奏由觸手猴負責，武部聰志演奏風琴。2018年發行的《殘酷天使的行動綱領/魂之輪迴》再度收錄了那兩首曲子，都是將原版類比錄音帶進行數位修復後音質提升的版本。
2019年，《EVA》與遊戲《貓咪大戰爭》進行聯動，高橋在遊戲廣告中演唱了殘酷天使的行動綱領，不過全部都是貓叫聲「喵（nya）」。這個版本隨後被上傳到Oricon和MaiDiGiTV的YouTube頻道，觀看次數皆已超過百萬，2021年以單曲形式發布4分鐘的完整版。2019年高橋又錄製了新版本「MATSURI SPIRIT」（直譯為「祭典精神」），此次負責編曲的是林英哲，以日本傳統音樂的風格呈現，主要使用太鼓。高橋一直以來就想參加盂蘭盆節等日本傳統節日，所以才找上太鼓手林英哲。這個版本首先在King Amusement Creative的官方YouTube頻道上發布，之後發行完整單曲。對於此版本，高橋在2019年表示：「現在我已經老很多了，但我想讓聽眾保有第一次聽到這首OP時的印象。如果會想聽某一首動畫的主題曲，即使幾十年過去了還是會想聽同一首歌。到那個時候，如果我給他們的是完全不同的東西，就會背叛他們的期待。於是我以接近大家的回憶為目標並盡力。我以我現在的年齡和規模所及，為了此一目標而歌唱。」高橋也稱，殘酷天使的行動綱領真的很難唱，她從不認為自己有唱到「完美」。

## 片頭動畫
GANIAX幫殘酷天使的行動綱領製作了90秒的片頭曲動畫，由動畫師本田雄和長谷川真也操刀。動畫的製作花了些時間，雖然和第一集的製作同時進行，但到了1995年7月前兩集在公司活動上放映時，片頭動畫都還未完成。9月時片頭動畫完工，此時距離動畫在東京電視台播出也沒多久了。片頭動畫共有2160幀、84個鏡頭（カット），平均每秒放映一個鏡頭。製作人員在片頭動畫模仿並致敬以前的作品，企圖營造出复古风格。監督庵野秀明的名字在最後幾秒出現，字體大到幾乎佔滿整個畫面，隨後被初號機從幕後「切開」。這強調了監督在整部作品中無微不至的個人影響。
片頭動畫包含數個文化參照，最顯而易見的是基督教和猶太教。動畫的首個畫面是一個藍色小光點，隨後一個同色的圓圈從小點往外擴散，像水的漣漪一樣。根據劇本，這個部分象徵著宇宙的起始。也有分析指稱這代表的可能是造物主和所造之物的關係，點和圓的關係正是「個體」和「整體」的象徵。光點之後，畫面變成紅色，隨即出現有著十二根翅膀、長著使徒頭部的不明生物圖案，該圖案和基督宗教裡的智天使圖畫相似。下一個場景出現的神聖火焰象徵著靈魂或是「生命氣息」的概念，在整部動畫中是重要的元素，這個圖案的模樣也代表新生兒最初可以被看見的樣貌。更進一步的宗教參照包含兩度引用生命樹，一幅出自羅伯特·弗拉德的書籍《大宇宙與形上學、物理學與技術史》（Utriusque cosmi maioris et minoris metaphysica, physica, atque technica historia），另一幅出自阿塔納奇歐斯·基爾學的書籍《埃及的俄狄浦斯》，代表作品中的人類補完計劃。
片頭動畫中的畫面切換的相當快，有些畫面快到像是一閃而逝。當中出現初號機手部沾染鮮血（後來用在第18話）和初號機張開十二根翅膀（用在最後一話）的片段、黑底白字或白底黑字的字幕、地圖、鉛筆素描、一張渚薰的圖畫、主要角色們的人像、第一使徒亞當和一顆紅色球體（S²機關）等。對於初號機張開的光之翅翼，製作團隊的靈感來自基督教的路西法，其在傳統圖畫中有十二根翅膀。根據分鏡說明，片頭動畫最後一幕的文字是以「天使的文字」寫成，庵野稱這些文字就是死海文書的內容。這些字母的樣子和《天使拉結爾之書》類似。
2003年，《EVA》推出復刻版家用媒體，當中收錄有完整版的殘酷天使的行動綱領MV。該MV由TV版副監督摩砂雪操刀，與原版片頭動畫截然不同且全長4分鐘左右，包含導演剪輯版集數和劇場版《THE END OF EVANGELION》（1997年）的畫面，以及其他由庵野編寫並安排的黑底白字字幕。2018年6月20日，該MV的高畫質重製版在國王唱片的官方YouTube頻道上架。2003年發行的PS2遊戲《新世紀福音戰士2》也包含使用該曲的開頭動畫，長度和內容都和原版動畫的相同，不過機甲的部分皆同化成遊戲中使用的電腦動畫。

## 迴響

讓演唱者高橋洋子聲名大噪

動畫於1995年播出之後，殘酷天使的行動綱領很快在動畫迷之間得到熱烈迴響，並在人氣投票中榜上有名。1996年和1997年，殘酷天使的行動綱領在《Animage》的年度人氣投票中蟬聯最佳動畫主題曲冠軍，1997年的得票數甚至是亞軍Give a reason的兩倍有餘。2002年，朝日電視台票選日本動畫史上最令人難忘的主題曲，殘酷天使的行動綱領排在第55名，而在僅限1990年代主題曲的人氣排名中，該曲排名第18。
經過時間考驗，該曲的地位也得到鞏固，成為御宅族文化中最受好評且最廣為人知的歌曲之一，並隨著新劇場版四部曲的推出而再度得到關注。2016年12月12日至2017年2月10日，日本放送協會（NHK）舉辦「日本動畫100」網路投票活動，残酷天使的行动纲领獲選為百大動畫歌第8名。2016年，美國網站動畫新聞網開放用戶票選最喜歡的1990年代動畫歌，該曲成功拿下冠軍。《CD & DL Data》也在同年舉行七千人抽樣調查，該曲同樣被選為最喜歡的動畫歌。2017年，朝日電視台發表「好心情動畫歌百選」（元気が出るウルトラソング100）結果，殘酷天使的行動綱領排在第87名。2018年，日本網站「Anime！Anime！」開放用戶針對最想選為國歌的動畫歌進行投票，該曲得到第三名，僅次於《鳥之詩》和《Daydream café》。2020年，朝日電視台舉辦「國民13萬人真格投票！動畫歌總選舉」，該曲排名第一，贏過第二名的紅蓮華。
演唱者高橋洋子的知名度隨著該曲的成功水漲船高。她於1991年出道，1995年該曲發布後才開始打開知名度。高橋稱自己在最一開始錄製時並不看好該曲能大賣，所以對於該曲的成功備感驚訝。2019年接受秋葉綜研訪談時，高橋表示：「《EVA》進軍全球的勢頭比我想像中的強。（……）我現在正在進行福音戰士世界巡迴演唱會，現場表演時來自世界各地的人都用日語一起唱歌。（……）這非常令人感動。這就為什麼我總是說，動畫歌曲是跨越國與國籓籬的最強護照。」

### 歌曲評論
殘酷天使的行動綱領獲得評論家的普遍好評。《CD Journal》的編輯在原版單曲的評語中稱：「甘冒風險將『悲傷的開始』唱得振奮人心且力道十足。和《EVA》動畫本身一樣，是給人深刻衝擊的作品。」對於「2009 VERSION」，《CD Journal》認為其「證明原曲完美無缺，無論怎樣的編曲都能成為名曲」，且高橋的音域廣大、歌聲富有魅力。
Animate Times的塚越淳一稱該曲為「家喻戶曉的神曲」。AXS的泰倫斯·普賴爾（Terrance Pyror）和網站Otaku Kart將該曲評為日本動畫史上最佳主題曲之一。漫畫書資源網的艾德林·佩拉爾塔（Ederlyn Peralta）將該曲和FLY ME TOO THE MOON一同列為最具代表性的日本動畫主題曲之一。Everyeye.it的薩爾瓦多·卡登（Salvatore Cardone）撰文稱殘酷天使的行動綱領是「有史以來最激動人心的作品之一，明確的旋律將引領觀眾進入其中」。《福布斯》的勞倫·奧爾西尼（Lauren Orsini）稱讚該曲「動聽易記」。網站Anime Planet稱該曲「是一首優秀的歌曲，在現今的動畫中相當少見」。Everyeye.it的勞拉·穆奇（Laura Mucci）認為該曲是「一個稀奇的文化元素，某種程度上就好像日本的Nel blu dipinto di blu」。
漫畫書資源網的愛德華多·盧金（Eduardo Luquin）稱該曲是「炒熱氣氛的快車，（……）就像賽跑開始時的發令槍」，同時也是一首好歌。對於該曲的歌詞內容，Crunchyroll的麥特·費格利（Matt Fagaly）認為，該曲呈現的是觀眾希望主角真嗣能擁有的決心和力量。漫畫書資源網的德文·米南（Devin Meenan）稱，這首歌描述的母親感情，是真嗣的亡母碇唯對孩子不曾停止的保護，抑或是真嗣目前的監護人葛城美里在鼓勵他不要自我封閉，端看觀眾的想法。美里的聲優三石琴乃則表示：「TV動畫完成後重聽殘酷天使的行動綱領，『不能成為女神的我就這樣苟活著』這句歌詞讓我彷彿胸口被刺到一樣難受。這不就是美里的心聲嗎？」
2019年，日本索尼音樂娛樂舉辦平成动画歌曲大赏評選，殘酷天使的行動綱領獲選為1989年至1999年區段的「作品獎」得主，與《神奇寶貝》的目標是神奇寶貝大師和《美少女戰士》的月光傳說並列。2020年，漫畫書資源網將殘酷天使的行動綱領評為1990年代最佳動畫主題曲第一名，以及至今最美的主題曲榜單第三名。WatchMojo將該曲選為最吸引人的動畫主題曲第二名。

### MV評論
殘酷天使的行動綱領的音樂錄影帶也得到評論家的評論。馬丁·福斯特（Martin Foster）和Kazuhisa Fujie在著作《新世紀福音戰士：非官方指南書》（Neon Genesis Evangelion: The Unofficial Guide）中寫道，在動畫播完之前，觀眾詬病片頭動畫令人困惑且不明確，並認為其和作品情節沒有具體關聯。福斯特和Fujie表示，跟著故事看下去的觀眾會驚訝地發現，「故事的每一個部分都在片頭動畫中強調、標記重點和暗示了」。雜誌《Newtype》曾專門刊登一篇解析片頭動畫的文章，當中給予動畫「絕佳」評價，並褒獎動畫密集切換的畫面。
Animate Times的塚越淳一撰文稱：「我覺得片頭動畫真的很棒。像是隨著歌曲高點快速切換的鏡頭、字很大的製作名單、明體的感覺，以及貞本義行充滿魅力的人物設計。」網站Comicbook.com的尼克·瓦迪（Nick Valde）在文章中稱，「這首歌充滿令人難忘的畫面」，復刻版MV是他「見過最酷的回憶之旅」。作家丹尼·卡瓦拉羅（Dani Cavallaro）認為，片頭動畫可作為展現庵野動畫的複雜性和獨特風格之案例，並稱片頭動畫「完美結合神秘圖像、圖畫、音樂和複雜鏡頭，相當引人入勝」。她也寫道：「每個圖像都優雅地平衡了與之對比的另一個圖像」，具體例子有兩幅生命樹、綾波零和明日香同框的畫面（垂直滾動），以及美里出現的畫面（水平滾動）。

### 卡拉OK
在日本，殘酷天使的行動綱領數年來都是卡拉OK最熱門的歌曲之一。根據卡拉OK公司Joysound的年度熱門曲目統計，該曲在2007年排名第20名，2009年晉升至第2名。2013年，聲部發起年度最佳卡拉OK歌曲的調查，該曲排在第三名，僅次於千本櫻和你不知道的故事。2014年，該曲在Joysound的年度榜單排名第一，而在同年上半年的前二十首最佳卡拉OK動畫歌曲榜上也穩坐冠軍。2015年，Charapedia發起最喜愛的卡拉OK動畫歌票選，對一萬名用戶進行調查的結果是殘酷天使的行動綱領拿下第一。同年3月，Niconico新聞調查三百多名成年人，詢問在卡拉OK聽得最厭煩的動畫主題曲，結果殘酷天使的行動綱領以40.6%的得票率獲選。
2017年上半年，該曲在Joysound的統計中排名第11。2019年，該曲在第一興商列出的年度排名中名列第8，在KARATEZ的年度排名中名列第6。2019年，GABA發起「最想一個人去卡拉OK唱的動畫歌曲」投票，該曲在不分性別組、男組和女組都排名第2，其中不分組和女組是敗給Touch，男組敗給無敵鐵金剛。同年Merumo舉辦女性觀眾最喜歡的卡拉OK動畫歌調查，該曲得到第二名，僅次於把愛奪回來。2020年，各公司發表平成最廣為點唱的卡拉OK歌曲，Joysound將殘酷天使的行動綱領列為第一，DAM則將其列為第三，僅次於花水木和小小戀歌。在2020年上半期的卡拉OK動畫歌排名中，該曲僅次於紅蓮華排名第二。就2020年整年來看，該曲在KARATEZ的排名中名列第10。

## 商業成績
殘酷天使的行動綱領最初以單曲形式於1995年10月25日發行，登上Oricon公信榜共22週，最高排名第27。與FLY ME TO THE MOON一起的版本則維持了61週，最高17，在《EVA》播到一半時即獲得日本唱片協會認證為金唱片。1997年《新世紀福音戰士劇場版：死與新生》上映，第一種獲認證為金唱片，第二種則進一步成為白金唱片。2003年的版本在榜上維持了9週。2009年的版本也取得成功，是該年5月和6月最受歡迎的動畫歌曲，在公信榜上停留14週，最高排名22。截止至2007年，該曲的總銷量已突破百萬，以一首動畫歌來說是异常高的。2007年開放的數位付費下載，至2014年時下載量也已超過100萬。
2011年，該曲獲得日本音樂著作權協會（JASRAC）評為2010年年度JASRAC獎金獎，此特別排名旨在列出版稅收入最高的歌曲，就該作來說，除了專輯以外，數位販售、彈珠機和卡拉OK也有計算在內。前後幾年該曲也都有上榜，2007年度排名第七、2008年度第八、2009年度第三、2013年度第五、2017年度第九、2019年度第四。2012年，殘酷天使的行動綱領獲得日本唱片協會認證為三白金唱片。該曲在彈珠機和卡拉OK方面的收入也讓作詞者及川眠子大賺一筆，她本人在2015年受訪時稱，她收到的版稅已經有破億日圓，自從單曲首發後的25年來年收入從來不低於3000萬日圓，其中因為版稅分配的關係，來自彈珠機的收入佔比較高。

## 現場表演

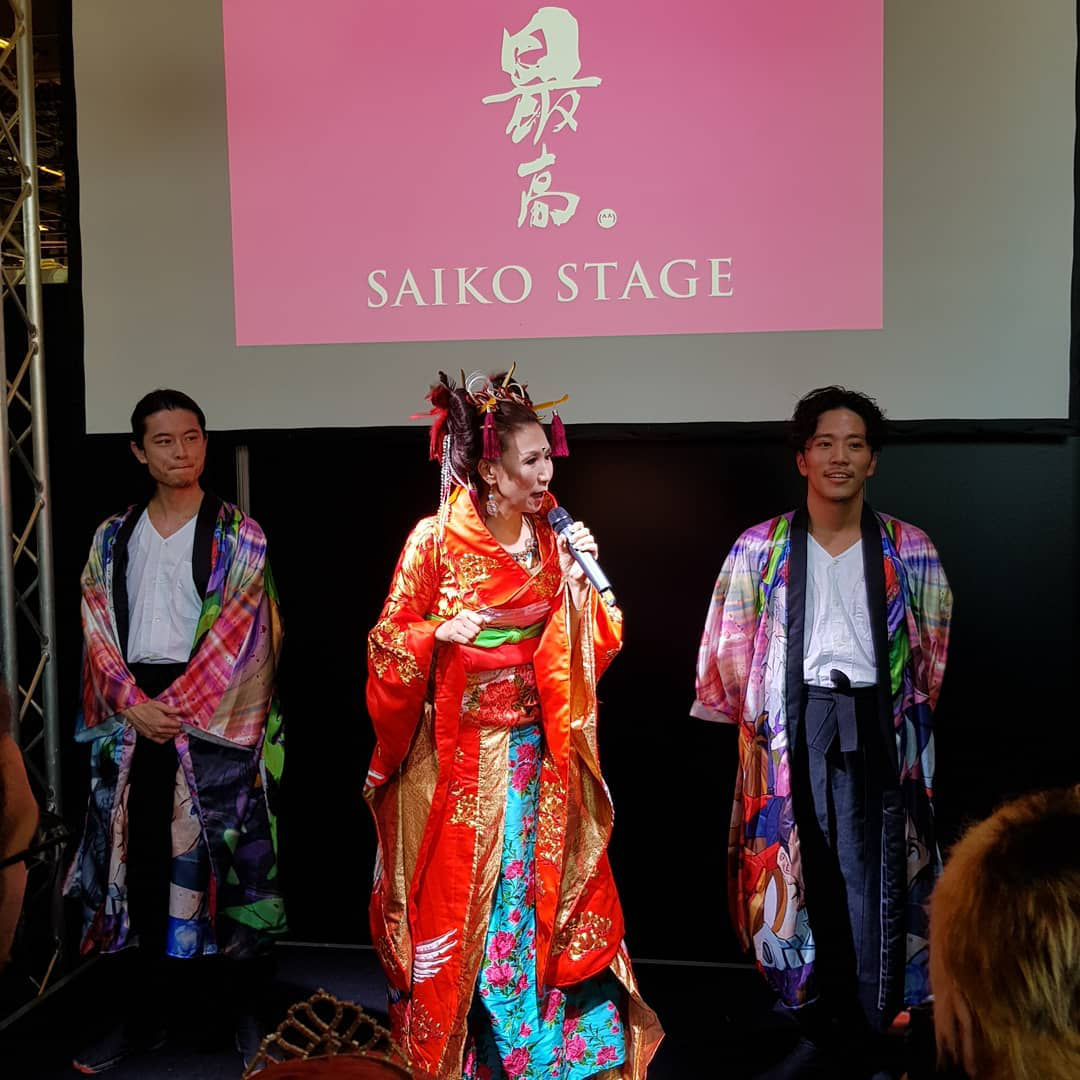
2019年，高橋洋子在法國巴黎舉行的Japan Expo上演唱

2015年7月，高橋在美國洛杉矶的Anime Expo上演唱殘酷天使的行動綱領。2017年，高橋在日本東京都的Billboard Live獻唱該曲，獲得在場觀眾的熱烈歡迎。2018年6月20日，高橋參與「EVA全球巡迴演唱會」，除了日本外也前往法國和香港，目的是宣傳殘酷天使的行動綱領和魂之輪迴的翻新重製版，期間再度演唱了殘酷天使的行動綱領。在法國巴黎舉行的2019年Japan Expo上，高橋出席《新·福音战士剧场版：终》的宣傳活動，並且也演唱了殘酷天使的行動綱領。2020年宣布將在箱根舉辦以屋島作戰為名義的宣傳活動，兩個場次（3月28日和5月23日）將邀請高橋現場演唱殘酷天使的行動綱領，但因為2019冠状病毒病疫情而延期。2020年10月3日在東映太秦映畫村的初號機等大模型揭幕儀式上，高橋站在模型的手掌上演唱殘酷天使的行動綱領。

## 文化影響力與商業搭配
多年來，殘酷天使的行動綱領已成為御宅族圈最知名的歌曲之一，目的為致敬該曲的粉絲改作內容和MAD片在網路和論壇上流傳，不過部分影片因為GAINAX和Khara的政策而必須下架。儘管有版權限制，該曲仍持續被網民以混音、混搭和使用不同樂器等方式再創作，其中使用的樂器包含鋼琴、打擊樂器和計算機等。2018年，有Twitter用戶將歌曲Party Rock Anthem的MV片段配上殘酷天使的行動綱領，影片走紅之後讓類似的Party Rock Anthem改作不斷出現。
職業摔角手布倫南·威廉斯曾公開表示自己是《EVA》的粉絲，他將自己的終結技命名為「Cruel Angel's Thesis」以示致敬。2019年，義大利莫諾波利足球俱樂部讓球迷票選足球隊進球後放的音樂，殘酷天使的行動綱領的票數僅次於馬西莫·貝利可羅的7 miliardi。
2014年，索尼公司旗下隨身聽品牌Walkman推出碇真嗣版DAT隨身聽，預購版可免費取得殘酷天使的的行動綱領。2015年，為了慶祝動畫首播滿20週年，在第3新東京市的取景地箱根附近特別建造了一條馬路，路面包含特殊凹槽，行駛時只要維持限速40公里，車內就可以聽見輪胎與凹槽接觸產生的其中一段殘酷天使的行動綱領旋律。2015年至2018年間，JR西日本推出《EVA》主題彩繪列車「500 TYPE EVA」，車內廣播使用的是殘酷天使的行動綱領的旋律。2018年，《EVA》官方網路專賣店Evastore發行了為殘酷天使的行動綱領製作的周邊商品，包含T恤、掛軸海報和金屬明信片。同年12月26日，高橋在《EVA》主題快閃居酒屋忘年會上演唱該曲，之後也推出了名為「殘酷天使的行動綱領」的飲料。2020年，東京晴空塔上舉行《新·福音戰士劇場版𝄇》的上映紀念活動，活動期間觀景台會播放殘酷天使的行動綱領的影片。活動的截止時間後來延至隔年5月。
2018年5月5日，該曲在與《EVA》官方跨界合作的《新幹線戰士》集數中播放。殘酷天使的行動綱領也在動畫《那就是聲優！》的其中一集被播放。其他致敬該曲的動畫還有《旋風管家》（由角色桂雛菊演唱）、（借用歌名玩諧音哏）和美國卡通《天兵公園》（片頭動畫致敬）。

## 單曲發行歷史
| 歷代單曲版本                          | 日期           | 形式         | 廠牌     | 時長  | 編號      | 來源                 |
| ------------------------------------- | -------------- | ------------ | -------- | ----- | --------- | -------------------- |
| 殘酷天使的行動綱領/月之迷宮           | 1995年10月25日 | Mini CD      | 国王唱片 | 19:38 | KIDA-114  | [ 1 ] [ 2 ]          |
| 殘酷天使的行動綱領/FLY ME TO THE MOON | 1995年10月25日 | Mini CD      | 国王唱片 | 8:36  | KIDA-116  | [ 26 ] [ 213 ]       |
| 殘酷天使的行動綱領/FLY ME TO THE MOON | 2003年3月26日  | 加大單曲     | 国王唱片 |       | KICM-3041 | [ 214 ]              |
| 殘酷天使的行動綱領 2009VERSION        | 2009年5月13日  | 加大單曲     | 国王唱片 | 28:05 | KICM-1272 | [ 39 ] [ 215 ]       |
| 殘酷天使的行動綱領/魂之輪迴           | 2018年6月20日  | 加大單曲     | 国王唱片 | 18:36 | KICM-3340 | [ 44 ] [ 45 ] [ 43 ] |
| 殘酷天使的行動綱領 MATSURI SPIRIT     | 2019年7月24日  | 加大單曲     | 国王唱片 | 9:05  | KICM-3362 | [ 54 ] [ 216 ]       |
| 喵酷貓咪的行動綱領                    | 2021年1月23日  | 配信限定單曲 | 国王唱片 | 4:10  | NOPA-2476 | [ 53 ] [ 47 ]        |

### 曲目列表
殘酷天使的行動綱領
| 曲序     | 曲目                         | 作曲     | 备注                           | 时长  |
| -------- | ---------------------------- | -------- | ------------------------------ | ----- |
| 1.       | 殘酷天使的行動綱領           | 佐藤英敏 | 動畫《新世紀福音戰士》的片頭曲 | 4:05  |
| 2.       | 月之迷宮                     | 大森俊之 |                                | 5:45  |
| 3.       | 殘酷天使的行動綱領（伴唱版） |          |                                | 4:05  |
| 4.       | 月之迷宮（伴唱版）           |          |                                | 5:43  |
| 总时长： | 总时长：                     | 总时长： | 总时长：                       | 19:40 |

殘酷天使的行動綱領/FLY ME TO THE MOON
| 曲序     | 曲目                           | 词曲        | 编曲     | 备注                           | 时长 |
| -------- | ------------------------------ | ----------- | -------- | ------------------------------ | ---- |
| 1.       | 殘酷天使的行動綱領（高橋洋子） |             |          |                                | 4:05 |
| 2.       | FLY ME TO THE MOON（CLAIRE）   | Bart Howard | 大森俊之 | 動畫《新世紀福音戰士》的片尾曲 | 4:31 |
| 总时长： | 总时长：                       | 总时长：    | 总时长： | 总时长：                       | 8:36 |

殘酷天使的行動綱領/FLY ME TO THE MOON（2003年版）
| 曲序 | 曲目                                                     | 词曲        |
| ---- | -------------------------------------------------------- | ----------- |
| 1.   | 殘酷天使的行動綱領（高橋洋子）                           |             |
| 2.   | FLY ME TO THE MOON（CLAIRE）                             | Bart Howard |
| 3.   | 殘酷天使的行動綱領 (OFF VOCAL Version)                   |             |
| 4.   | FLY ME TO THE MOON (OFF VOCAL Version)                   |             |
| 5.   | 殘酷天使的行動綱領 (Director's Edit Version)（高橋洋子） |             |

殘酷天使的行動綱領 2009VERSION（2009年）
| 曲序     | 曲目                                        | 备注                                             | 时长  |
| -------- | ------------------------------------------- | ------------------------------------------------ | ----- |
| 1.       | 殘酷天使的行動綱領 (2009VERSION)            | 彈珠機《CR新世紀福音戰士〜最後的使者〜》的形象曲 | 4:27  |
| 2.       | Fly Me To The Moon (2009VERSION)            | 彈珠機《CR新世紀福音戰士〜最後的使者〜》的形象曲 | 4:34  |
| 3.       | One Little Wish                             |                                                  | 5:02  |
| 4.       | 殘酷天使的行動綱領 (2009VERSION)(off vocal) |                                                  | 4:27  |
| 5.       | Fly Me To The Moon (2009VERSION)(off vocal) |                                                  | 4:34  |
| 6.       | One Little Wish (off vocal)                 |                                                  | 5:01  |
| 总时长： | 总时长：                                    | 总时长：                                         | 28:05 |

殘酷天使的行動綱領/魂之輪迴（2018年）
| 曲序     | 曲目                              | 备注                                           | 时长  |
| -------- | --------------------------------- | ---------------------------------------------- | ----- |
| 1.       | 殘酷天使的行動綱領                |                                                | 4:07  |
| 2.       | 魂之輪迴                          | 電影《新世紀福音戰士劇場版：死與新生》的主題曲 | 5:17  |
| 3.       | 殘酷天使的行動綱領 off vocal ver. |                                                | 4:06  |
| 4.       | 魂之輪迴 off vocal ver.           |                                                | 5:09  |
| 总时长： | 总时长：                          | 总时长：                                       | 18:36 |

殘酷天使的行動綱領 MATSURI SPIRIT（2019年）
| 曲序     | 曲目                                             | 时长 |
| -------- | ------------------------------------------------ | ---- |
| 1.       | 殘酷天使的行動綱領 MATSURI SPIRIT                | 4:33 |
| 2.       | 殘酷天使的行動綱領 MATSURI SPIRIT off vocal ver. | 4:32 |
| 总时长： | 总时长：                                         | 9:05 |

喵酷貓咪的行動綱領（2021年）
| 曲序     | 曲目               | 备注                               | 时长 |
| -------- | ------------------ | ---------------------------------- | ---- |
| 1.       | 喵酷貓咪的行動綱領 | 遊戲《貓咪大戰爭》廣告插曲的完整版 | 4:10 |
| 总时长： | 总时长：           | 总时长：                           | 4:10 |

### 銷售榜單
殘酷天使的行動綱領
| 週榜單（1995年）     | 最高 位置 |
| -------------------- | --------- |
| 日本公信榜（Oricon） | 27        |

| 年榜單（1995年）     | 名次 |
| -------------------- | ---- |
| 日本公信榜（Oricon） | 191  |

| 年榜單（1996年）     | 名次 |
| -------------------- | ---- |
| 日本公信榜（Oricon） | 161  |

| 年榜單（1997年）     | 名次 |
| -------------------- | ---- |
| 日本公信榜（Oricon） | 156  |

殘酷天使的行動綱領/FLY ME TO THE MOON
| 週榜單（1995年）     | 最高 位置 |
| -------------------- | --------- |
| 日本公信榜（Oricon） | 17        |

殘酷天使的行動綱領/FLY ME TO THE MOON（2003年版）
| 週榜單（2003年）     | 最高 位置 |
| -------------------- | --------- |
| 日本公信榜（Oricon） | 41        |

殘酷天使的行動綱領 2009VERSION
| 週榜單（2009年）     | 最高 位置 |
| -------------------- | --------- |
| 日本公信榜（Oricon） | 22        |

殘酷天使的行動綱領/魂之輪迴
| 週榜單（2018年）     | 最高 位置 |
| -------------------- | --------- |
| 日本公信榜（Oricon） | 36        |

殘酷天使的行動綱領 MATSURI SPIRIT
| 週榜單（2019年）     | 最高 位置 |
| -------------------- | --------- |
| 日本公信榜（Oricon） | 142       |

## 認證與銷量
殘酷天使的行動綱領
| 地區                                  | 认证                       | 认证单位/销量              |
| 實體單曲（1995-10-25發行）            | 實體單曲（1995-10-25發行） | 實體單曲（1995-10-25發行） |
| ------------------------------------- | -------------------------- | -------------------------- |
| 日本（日本唱片協會）                  | 金                         | 200,000^                   |
| 手機鈴聲下載（2003-11-05）            |                            |                            |
| 日本（日本唱片協會）                  | 百万                       | 1,000,000*                 |
| 全曲下載（2007-07-11）                |                            |                            |
| 日本（日本唱片協會）                  | 百万                       | 1,000,000*                 |
| 手機全曲下載（2007-07-11）            |                            |                            |
| 日本（日本唱片協會）                  | 3× 白金                    | 750,000*                   |
| PC發行（2007-07-25）                  |                            |                            |
| 日本（日本唱片協會）                  | 白金                       | 250,000*                   |
| 總計                                  |                            |                            |
| *僅含認證的實際銷量 ^僅含認證的出貨量 |                            |                            |

殘酷天使的行動綱領/FLY ME TO THE MOON
| 地區                                  | 认证                   | 认证单位/销量          |
| 實體單曲（1995-10-25）                | 實體單曲（1995-10-25） | 實體單曲（1995-10-25） |
| ------------------------------------- | ---------------------- | ---------------------- |
| 日本（日本唱片協會）                  | 白金                   | 400,000^               |
| 總計                                  |                        |                        |
| *僅含認證的實際銷量 ^僅含認證的出貨量 |                        |                        |

殘酷天使的行動綱領 2009VERSION
| 地區                                  | 认证                       | 认证单位/销量              |
| 手機全曲下載（2009-04-05）            | 手機全曲下載（2009-04-05） | 手機全曲下載（2009-04-05） |
| ------------------------------------- | -------------------------- | -------------------------- |
| 日本（日本唱片協會）                  | 金                         | 100,000*                   |
| 總計                                  |                            |                            |
| *僅含認證的實際銷量 ^僅含認證的出貨量 |                            |                            |

殘酷天使的行動綱領 （Directors Edit Version）
| 地區                                  | 认证                   | 认证单位/销量          |
| 全曲下載（2007-07-18）                | 全曲下載（2007-07-18） | 全曲下載（2007-07-18） |
| ------------------------------------- | ---------------------- | ---------------------- |
| 日本（日本唱片協會）                  | 金                     | 100,000*               |
| 總計                                  |                        |                        |
| *僅含認證的實際銷量 ^僅含認證的出貨量 |                        |                        |

## 其他收錄有本歌曲的專輯

### 高橋洋子專輯
| 收錄專輯                                         | 發行日期       | 版本             | 來源            |
| ------------------------------------------------ | -------------- | ---------------- | --------------- |
| BEST PIECES                                      | 1996年1月25日  | Version '96      | [ 29 ] [ 224 ]  |
| Li-La                                            | 1997年11月6日  | HARMONIA Version | [ 32 ]          |
| BEST PIECES II                                   | 1999年2月10日  | REMIX FOR PEACE  | [ 34 ] [ 35 ]   |
| Super Value 高橋洋子                             | 2001年12月19日 | Version '96      | [ 225 ] [ 226 ] |
| GOLDEN☆BEST 高橋洋子                             | 2004年2月25日  | REMIX FOR PEACE  | [ 227 ]         |
| 高橋洋子 BEST10                                  | 2007年1月17日  | REMIX FOR PEACE  | [ 228 ]         |
| Essential Best 高橋洋子                          | 2007年12月19日 | REMIX FOR PEACE  | [ 229 ]         |
| 高橋洋子 Best Selection                          | 2010年4月7日   | REMIX FOR PEACE  | [ 230 ]         |
| 20th century Boys & Girls 〜20世紀少年少女〜     | 2010年6月23日  | 2009VERSION      | [ 231 ]         |
| Li-La+3                                          | 2013年10月2日  | HARMONIA Version | [ 232 ]         |
| Li-La+3                                          | 2013年10月2日  | Version '96      | [ 232 ]         |
| Li-La+3                                          | 2013年10月2日  | REMIX FOR PEACE  | [ 232 ]         |
| 20th century Boys & Girls II 〜20世紀少年少女2〜 | 2015年4月22日  | 2015VERSION      | [ 41 ]          |
| YOKO SINGS FOREVER                               | 2017年3月22日  | 2017VERSION      | [ 42 ]          |

### 《EVA》專輯
| 收錄專輯                                                | 發行日期       | 演出者             | 版本                                            | 來源    |
| ------------------------------------------------------- | -------------- | ------------------ | ----------------------------------------------- | ------- |
| NEON GENESIS EVANGELION                                 | 1995年12月16日 | 高橋洋子           | Director's Edit. Version                        | [ 233 ] |
| NEON GENESIS EVANGELION II                              | 1996年2月16日  | 高橋洋子           | TV. Size Version                                | [ 234 ] |
| NEON GENESIS EVANGELION III                             | 1996年5月22日  | （器樂）           | THE HEADY FEELING OF FREEDOM                    | [ 235 ] |
| NEON GENESIS EVANGELION III                             | 1996年5月22日  | （器樂）           | Good, or Don't Be.                              | [ 235 ] |
| NEON GENESIS EVANGELION ADDITION                        | 1996年12月21日 | MISATO、Rei、ASUKA | Director's Edit. Version II                     | [ 236 ] |
| 〜refrain〜 The songs were inspired by "EVANGELION"     | 1997年11月6日  | 高橋洋子           | Ambivalence Mix                                 | [ 30 ]  |
| 〜refrain〜 The songs were inspired by "EVANGELION"     | 1997年11月6日  | （器樂）           | Epilogue de These                               | [ 30 ]  |
| NEON GENESIS EVANGELION: S² WORKS                       | 1998年12月4日  | （器樂）           | OP-1                                            | [ 237 ] |
| NEON GENESIS EVANGELION: S² WORKS                       | 1998年12月4日  | （器樂）           | OP-1 弦樂版                                     | [ 237 ] |
| NEON GENESIS EVANGELION: S² WORKS                       | 1998年12月4日  | （器樂）           | THE HEADY FEELING OF FREEDOM（OP-1 弦樂・慢板） | [ 237 ] |
| NEON GENESIS EVANGELION: S² WORKS                       | 1998年12月4日  | （器樂）           | OP-2 A Type                                     | [ 237 ] |
| NEON GENESIS EVANGELION: S² WORKS                       | 1998年12月4日  | （器樂）           | OP-2 B Type                                     | [ 237 ] |
| NEON GENESIS EVANGELION: S² WORKS                       | 1998年12月4日  | （器樂）           | OP-2 C Type                                     | [ 237 ] |
| NEON GENESIS EVANGELION: S² WORKS                       | 1998年12月4日  | （器樂）           | Good, or Don't Be.（OP-2 D Type）               | [ 237 ] |
| EVANGELION -THE DAY OF SECOND IMPACT-                   | 2000年9月13日  | 高橋洋子           | Director's Edit. Version                        | [ 238 ] |
| EVANGELION -THE BIRTHDAY OF Rei AYANAMI-                | 2001年3月30日  | Rei                | A.D.2001                                        | [ 239 ] |
| Refrain of Evangelion                                   | 2003年7月24日  | 高橋洋子           | TV. Size Version                                | [ 240 ] |
| NEON GENESIS EVANGELION DECADE                          | 2005年10月26日 | 高橋洋子           | Director's Edit. Version                        | [ 37 ]  |
| NEON GENESIS EVANGELION DECADE                          | 2005年10月26日 | 高橋洋子           | 10TH ANNIVERSARY VERSION                        | [ 37 ]  |
| A.T. EVA01 Reference CD                                 | 2007年12月21日 | 高橋洋子           | Remastering Version                             |         |
| 正宗哥吉拉VS.EVANGELION交響樂                           | 2017年12月27日 | 高橋洋子           | 〜MISATO〜次回予告 F02〜次回予告 F02（安可）    | [ 241 ] |
| EVANGELION EXTREME                                      | 2019年5月22日  | 高橋洋子           | 2009VERSION                                     | [ 242 ] |
| NEON GENESIS EVANGELION SOUNDTRACK 25th ANNIVERSARY BOX | 2020年10月7日  | 高橋洋子           | Director's Edit. Version                        | [ 236 ] |
| NEON GENESIS EVANGELION SOUNDTRACK 25th ANNIVERSARY BOX | 2020年10月7日  | MISATO、Rei、ASUKA | Director's Edit. Version II                     | [ 236 ] |
| NEON GENESIS EVANGELION SOUNDTRACK 25th ANNIVERSARY BOX | 2020年10月7日  | 高橋洋子           | TV. Size Version                                | [ 236 ] |
| NEON GENESIS EVANGELION SOUNDTRACK 25th ANNIVERSARY BOX | 2020年10月7日  | （器樂）           | THE HEADY FEELING OF FREEDOM                    | [ 236 ] |
| NEON GENESIS EVANGELION SOUNDTRACK 25th ANNIVERSARY BOX | 2020年10月7日  | （器樂）           | Good, or Don't Be.                              | [ 236 ] |
| EVANGELION FINALLY                                      | 2020年10月7日  | 高橋洋子           | （原曲）                                        | [ 243 ] |

### 合輯
高橋洋子演唱
- STAR CHILD選集音樂篇 [TV作品集]（2000年1月28日）[244]
- 超級機器人魂2003 春之陣（2003年6月25日）[245]
- 超級機器人魂 THE BEST Vol.3～REAL ROBOT篇～（2003年12月10日）[246]
- 超級機器人魂 Best&Live [女生篇]（2005年2月2日）[247]
- （2005年4月13日）[248]
- 超級機器人魂 主題曲精選輯2（2005年9月7日）[249]
- 超級機器人魂 BEST&LIVE [女生篇2]（2006年2月1日）[250]
- 超級機器人魂Live REQUEST BEST（2006年2月22日）[251]
- 超級機器人魂 REAL ROBOT歌曲集（2007年2月14日）[252]
- THE BEST！！超級機器人魂 女生精選輯（2007年11月28日）[253]
- 兒歌★HIT PARADISE！圓滾滾的笑臉・崖上的波妞（2008年9月26日）[254]
- 超級機器人魂 NONSTOP・MIX VOL.4 [女生篇]（2008年11月12日）[255]
- 銅管樂團！甲子園 3（2009年6月24日）[256]
  - 版本：「殘酷天使的行動綱領 〜銅管樂團！甲子園Version with 高橋洋子」
- 貓咪主義～及川眠子作品集（2018年2月21日）[257]
  - 版本：「HARMONIA Version」

其他
- ANIME SPEED NEWTYPE EDITION（2006年7月19日）[258]
  - 版本：「Quickman Mix」

## 翻唱

### 日本歌手
| 歌手                                                 | 收錄專輯                                                       | 發行日期       | 備註                                                                               | 來源            |
| ---------------------------------------------------- | -------------------------------------------------------------- | -------------- | ---------------------------------------------------------------------------------- | --------------- |
| 林原惠                                               | bertemu                                                        | 1996年11月1日  | 《EVA》角色綾波零的聲優；註明為「AYANAMI Version」                                 | [ 259 ]         |
| 林原惠                                               | STAR CHILD GIRLS CHARACTER SONG BEST                           | 2002年5月22日  | 合輯；為原本收錄在《EVANGELION -THE BIRTHDAY OF Rei AYANAMI-》中的「A.D.2001」版本 | [ 260 ]         |
| 林原惠                                               | center color                                                   | 2004年1月7日   | 作為彩蛋音軌；為「A.D.2001」版本                                                   | [ 261 ]         |
| MIO                                                  | ROBONATION SUPER LIVE '97 Summer                               | 1997年11月19日 | 多人合輯                                                                           | [ 262 ] [ 263 ] |
| 緒方惠美                                             | Live[em:ou]in TOKIO to HONG KONG                               | 1999年3月17日  | 《EVA》角色碇真嗣的聲優                                                            | [ 264 ]         |
| 緒方惠美                                             |                                                                | 2007年10月3日  |                                                                                    | [ 265 ]         |
|                                                      |                                                                | 1999年5月28日  |                                                                                    | [ 266 ] [ 267 ] |
| 石田燿子                                             |                                                                | 2000年9月22日  |                                                                                    | [ 268 ] [ 269 ] |
| NUTS                                                 | EURO ANIME-J                                                   | 2000年12月21日 |                                                                                    | [ 270 ]         |
| 井上喜久子                                           | Anime Toonz Vol.1 Presents: Kikuko Inoue                       | 2001年4月10日  |                                                                                    | [ 271 ]         |
| 河井英里                                             | Animage1～動畫療癒系列                                         | 2001年11月22日 | 多人合輯                                                                           | [ 272 ]         |
| 奥井雅美                                             |                                                                | 2003年5月1日   |                                                                                    | [ 273 ]         |
| ANIMETAL                                             | ANIMETAL MERATHON V                                            | 2003年6月25日  |                                                                                    | [ 274 ]         |
| 下川美娜                                             | Review～下川美娜青春動畫歌翻唱輯〜                             | 2003年12月17日 |                                                                                    | [ 275 ]         |
| 中川翔子                                             | 翔子☆COVER～愛上動畫歌～                                       | 2007年5月2日   |                                                                                    | [ 276 ] [ 277 ] |
| 泷泽乃南                                             | 天使乃南～為愛與正義而生～                                     | 2007年7月4日   |                                                                                    | [ 278 ]         |
| 岩男潤子                                             | ANIME ON BOSSA                                                 | 2008年1月30日  | 《EVA》角色洞木光的聲優                                                            | [ 279 ]         |
| 岩男潤子                                             | Anison Acoustics                                               | 2011年10月26日 |                                                                                    | [ 280 ]         |
|                                                      | 公主TRANCE 精選                                                | 2008年5月14日  | 多人合輯                                                                           | [ 281 ]         |
| 公主TRANCE ANIME★MIX！                               | 2009年1月21日                                                  | 多人合輯       | [ 282 ]                                                                            |                 |
| 米倉千尋                                             | Ever After                                                     | 2008年6月25日  |                                                                                    | [ 283 ]         |
| Shihori                                              | 夏物語2008                                                     | 2008年6月25日  | 多人合輯                                                                           | [ 284 ]         |
| Shihori                                              | 夏物語2009                                                     | 2009年6月10日  | 多人合輯；為「TECHNO MIX」版本                                                     | [ 285 ]         |
| Shihori                                              |                                                                | 2009年8月5日   | 多人合輯                                                                           | [ 286 ]         |
| Shihori                                              |                                                                | 2010年7月21日  | 多人合輯                                                                           | [ 287 ]         |
| MAKI                                                 | EXIT TRANCE PRESENTS R25 SPEED Anime Song Trance BEST 2        | 2008年9月3日   | 多人合輯                                                                           | [ 288 ]         |
| 鈴木千尋、小山剛志、宮野真守、伊瀬茉莉也、加藤英美里 | 百歌聲爛系列專輯                                               | 2009年         |                                                                                    | [ 289 ]         |
| 桂雏菊（聲優：伊藤靜）                               | 旋風管家角色翻唱CD～選曲：畑健二郎～                           | 2009年2月14日  | 動畫《旋風管家》劇中歌                                                             | [ 209 ]         |
| arlie                                                | 覺醒，然後降臨                                                 | 2010年4月7日   |                                                                                    | [ 290 ]         |
| m.o.v.e                                              | anim.o.v.e 02                                                  | 2010年8月25日  |                                                                                    | [ 291 ]         |
| MAX                                                  | BE MAX                                                         | 2010年9月18日  |                                                                                    | [ 292 ]         |
| 相澤梨紗                                             | JOYSOUND presents Anime Song Trance Laboratory～First Report～ | 2011年3月2日   |                                                                                    | [ 293 ]         |
| GLAY                                                 | My Private "Jealousy"                                          | 2011年11月16日 |                                                                                    | [ 294 ]         |
| SHAKE                                                | 殘酷天使的行動綱領～ANISON COVER COLLECTION～                  | 2012年6月27日  |                                                                                    | [ 295 ]         |
| 田村直美                                             | RESPECT FOR ANIME SONG                                         | 2012年7月11日  |                                                                                    | [ 296 ]         |
| 影山一郎                                             | 如果動畫歌全都變成昭和機器人動畫風格……                         | 2012年9月26日  |                                                                                    | [ 297 ]         |
| 彩音                                                 | Base Ten                                                       | 2014年10月8日  |                                                                                    | [ 298 ]         |
| 八代亞紀                                             | 對抗之力 尊爵《赤盤》                                          | 2014年11月19日 |                                                                                    | [ 299 ]         |
| 第二代ANIMETAL                                       | ANIMETAL THE SECOND                                            | 2015年3月25日  |                                                                                    | [ 300 ]         |
| 耳機女孩                                             | 6/18 耳機女孩一周年紀念LIVE東京声優早霞物語歌單                | 2016年6月18日  |                                                                                    | [ 301 ]         |
| 耳機女孩                                             | Some Dreams【初回限定盤】                                      | 2018年3月14日  |                                                                                    | [ 302 ]         |
| 海上自衛隊東京音樂隊、三宅由佳莉                     | 響起！英雄奏樂                                                 | 2016年11月9日  |                                                                                    | [ 303 ] [ 304 ] |
| 中森明菜                                             | Belie                                                          | 2016年11月30日 |                                                                                    | [ 305 ]         |
| 竹内涼真                                             | -                                                              | -              | 2017年在白戶家的廣告中進行翻唱                                                     | [ 306 ]         |
| 三山宏                                               | 三上DE動畫～三上宏之國民動畫歌～                               | 2017年8月2日   |                                                                                    | [ 307 ]         |
| Roselia［湊友希那（相羽亞衣奈）］                    | -                                                              | -              | 遊戲《BanG Dream! 少女樂團派對》（2018年1月1日加入）                               | [ 308 ]         |
| Roselia［湊友希那（相羽亞衣奈）］                    | BanG Dream! 少女樂團派對 COVER COLLECTION Vol.3                | 2019年12月18日 |                                                                                    | [ 309 ]         |
| kobasolo feat. 若菜                                  | 歌手的谣曲                                                     | 2019年5月28日  |                                                                                    | [ 310 ]         |
| SeanNorth                                            | Celtic Covers 3 -動畫歌曲集-                                   | 2019年11月2日  |                                                                                    | [ 311 ]         |
| ToshI                                                | IM A SINGER VOL.2                                              | 2019年12月4日  | 殘酷天使的行動綱領先行發表（2019年10月23日）                                       | [ 313 ]         |
| 早瀬走                                               | Prismatic Colors                                               | 2020年10月28日 |                                                                                    | [ 314 ]         |

### 海外歌手
| 國家／地區 | 歌手         | 收錄專輯                 | 發行日期       | 備註 | 來源    |
| ---------- | ------------ | ------------------------ | -------------- | ---- | ------- |
| 美國       | Diana Garnet | COVER☆GIRL（首發限定版） | 2013年11月27日 |      | [ 315 ] |

## 改編
| 國家／地區 | 歌手                  | 曲名／收錄專輯              | 發行日期       | 備註 | 來源    |
| ---------- | --------------------- | --------------------------- | -------------- | --- | ------- |
| 中國大陸   | 張娟                  | 勇敢的少年／《熱門華語252》 | -              | 在中國大陸，《EVA》的版權由深圳電視台購下並錄製汉语配音，不過並沒有通過國家廣播電視總局的審查。於是電視台將動畫重新翻譯和配音，刪減遭認定為兒少不宜內容的部分，主題曲也一併被改編 | [ 317 ] |
| 美國       | ANIMETAL USA          | ANIMETAL USA                | 2011年10月12日 | 英語歌詞 | [ 318 ] |
| 法國       | Marc Panther          | -                           | 2015年8月12日  | 英語歌詞的電子舞曲版 | [ 319 ] |
| 香港       | 劉諾衡@無制限OT合唱団 | 無制限OT編集団の行動綱領    | 2021年         | ViuTV節目《》主題曲 | [ 320 ] |

## 備註
1. ↑  也譯作「殘酷天使的行動方針」、「殘酷的天使綱領」、「殘酷天使的計劃」、「殘酷天使的命題」等。
2. ↑  本條目的歌詞中譯皆參考自國王唱片提供的中文字幕[11]
3. ↑  德語「These」翻譯成英語，分別有1.thesis（論文、論點） 2.theory（理論、學說、推測） 3.hypothesis（假設）等，至少三種涵義[14][15]
4. ↑  用作片頭曲播出的較短版本[27]。
5. ↑  即三位主要女性角色葛城美里、綾波零和惣流·明日香·蘭格雷，由聲優三石琴乃、林原惠和宮村優子演唱。